# Romanizzazione Yale del mandarino
La romanizzazione Yale del mandarino è un sistema di trascrizione dei suoni del cinese standard, basato sul dialetto di Pechino del mandarino. Fu ideato nel 1943 dal sinologo dell'università di Yale George Kennedy per un corso di insegnamento della lingua cinese ai soldati statunitensi, e fu reso popolare dal continuo sviluppo di quel corso a Yale. Il sistema ha approssimato i suoni cinesi utilizzando le convenzioni ortografiche inglesi, al fine di accelerare l'acquisizione della pronuncia corretta da parte degli anglofoni.
La romanizzazione Yale fu ampiamente utilizzata nei libri di testo occidentali fino alla fine degli anni '70. Infatti, durante il culmine della Guerra Fredda, l'uso del pinyin al di fuori della Cina anziché la romanizzazione Yale era considerato una dichiarazione politica o un'identificazione con il regime comunista cinese. La situazione si è invertita una volta migliorate le relazioni tra la Cina e l'Occidente. La Cina comunista (RPC) divenne membro delle Nazioni Unite nel 1971 sostituendo la Cina nazionalista (ROC). Nel 1979, gran parte del mondo adottò il pinyin come romanizzazione standard per i nomi geografici cinesi. Nel 1982, il pinyin divenne uno standard ISO e da allora in poi l’interesse per la romanizzazione Yale diminuì rapidamente.

## Iniziali e finali
Le tabelle seguenti mostrano la rappresentazione della romanizzazione Yale di ciascun suono cinese (in grassetto), insieme al corrispondente simbolo fonetico IPA (tra parentesi quadre) e rappresentazioni equivalenti in bopomofo e pinyin.

### Iniziali
In mandarino, le consonanti occlusive e affricate sono tutte sorde, ma mostrano un contrasto tra una consonante aspirata e una non aspirata.
Una caratteristica molto criticata del sistema Wade-Giles era l'uso di un apostrofo per indicare l'aspirazione, come nella sillaba t'a in contrasto con la ta non aspirata. Le corrispondenti ortografie di Yale, rispettivamente ta e da, suggeriscono un'approssimazione della distinzione dell'aspirazione per chi parla inglese, in cui (a differenza, ad esempio, delle lingue romanze) le consonanti sorde come t sono pronunciate con distinta aspirazione quando si trovano all'inizio di una parola, ma quelli sonori come d sono pronunciati non aspirati e con la voce indebolita in quella posizione. Convenzioni simili furono usate nel precedente sistema Gwoyeu Romatzyh e nel successivo sistema pinyin.
Il sistema Yale, come Wade-Giles e Gwoyeu Romatzyh, rappresenta le consonanti palatali utilizzando lettere per suoni simili con cui sono in distribuzione complementare. Ad esempio, q in pinyin si pronuncia in modo simile alla ch dell'inglese chicken (per fare un confronto con l'italiano, si potrebbe considerare la c di ciliegia) ed è scritta come ch nella romanizzazione Yale. Xi in pinyin si pronuncia in modo simile all'inglese she; nella romanizzazione Yale è scritto come syi.
|           |              | Labiali     | Alveolari     | Retroflesse    | Alveolo-palatali | Velari      |
| --------- | ------------ | ----------- | ------------- | -------------- | ---------------- | ----------- |
| Nasali    | Nasali       | m [m] ㄇ m  | n [n] ㄋ n    |                |                  |             |
| Occlusive | Non aspirate | b [p] ㄅ b  | d [t] ㄉ d    |                |                  | g [k] ㄍ g  |
| Occlusive | Aspirate     | p [pʰ] ㄆ p | t [tʰ] ㄊ t   |                |                  | k [kʰ] ㄎ k |
| Affricate | Non aspirate |             | dz [ts] ㄗ z  | j [ʈʂ] ㄓ zh   | j [tɕ] ㄐ j      |             |
| Affricate | Aspirate     |             | ts [tsʰ] ㄘ c | ch [ʈʂʰ] ㄔ ch | ch [tɕʰ] ㄑ q    |             |
| Fricative | Fricative    | f [f] ㄈ f  | s [s] ㄙ s    | sh [ʂ] ㄕ sh   | sy [ɕ] ㄒ x      | h [x] ㄏ h  |
| Liquide   | Liquide      |             | l [l] ㄌ l    | r [ɻ~ʐ] ㄖ r   |                  |             |

### Finali
| Nucleo  | Nucleo | a               | a                  | a                  | a                   | a                    | ə                | ə                 | ə                 | ə                 | ə                    | ə             | ∅             |
| Coda    | Coda   | ∅               | i                  | u                  | n                   | ŋ                    | ∅                | i                 | u                 | n                 | ŋ                    | ɻ             | ∅             |
| Mediale | ∅      | a [a] ㄚ a      | ai [ai] ㄞ ai      | au [au] ㄠ ao      | an [an] ㄢ an       | ang [aŋ] ㄤ ang      | e [ɤ] ㄜ e       | ei [ei] ㄟ ei     | ou [ou] ㄡ ou     | en [ən] ㄣ en     | eng [əŋ] ㄥ eng      | er [aɚ] ㄦ er | r/z [ɨ] ㄭ -i |
| Mediale | i      | ya [ja] ㄧㄚ ia |                    | yau [jau] ㄧㄠ iao | yan [jɛn] ㄧㄢ ian  | yang [jaŋ] ㄧㄤ iang | ye [je] ㄧㄝ ie  |                   | you [jou] ㄧㄡ iu | in [in] ㄧㄣ in   | ing [iŋ] ㄧㄥ ing    |               | i [i] ㄧ i    |
| Mediale | u      | wa [wa] ㄨㄚ ua | wai [wai] ㄨㄞ uai |                    | wan [wan] ㄨㄢ uan  | wang [waŋ] ㄨㄤ uang | wo [wo] ㄨㄛ uo  | wei [wei] ㄨㄟ ui |                   | wun [wən] ㄨㄣ un | ung [ʊŋ] ㄨㄥ ong    |               | u [u] ㄨ u    |
| Mediale | y      |                 |                    |                    | ywan [ɥɛn] ㄩㄢ üan |                      | ywe [ɥe] ㄩㄝ üe |                   |                   | yun [yn] ㄩㄣ ün  | yung [jʊŋ] ㄩㄥ iong |               | yu [y] ㄩ ü   |

Le sillabe con fricative sillabiche si trascrivono come jr (ㄓ zhi), chr (ㄔ chi), shr (ㄕ shi), r (ㄖ ri), dz (ㄗ zi), tsz (ㄘ ci), sz (ㄙ si), suggerendo una approssimazione di pronuncia per gli anglofoni. In pinyin, questi sono tutti trascritti come -i. Ad esempio, "conoscenza" (知識) è trascritta come chih-shih in Wade–Giles e zhishi in pinyin, mentre nella romanizzazione Yale è trascritta come jr-shr: solo l'ultimo porterà a una pronuncia quasi corretta da un oratore inglese impreparato.

## Toni
I toni venivano contrassegnati utilizzando segni diacritici, la cui forma suggeriva il corrispondente contorno dell'altezza: ā (livello alto), á (ascendente), ǎ (discendente-ascendente) e à (discendente). Lo stesso metodo è stato adottato dal pinyin.
Il trattino (-) viene utilizzato per separare le sillabe che terminano in -n o -g dalle sillabe che iniziano con a o e: Cháng-ān.